# 深圳市育才中学
深圳市育才中学（简称育才中学或育才一中），是位于中国广东省深圳市南山区蛇口的一所公办高级中学，前身1983年于蛇口工业区成立的育才学校，现为深圳市蛇口育才教育集团旗下成员，也是集团中唯一一所公办全日制普通高级中学。是南山区教育局下属学校。

## 历史
1983年，深圳经济特区建立之初，招商局蛇口工业区创办育才学校。2000年，育才中学由工业区移交政府，转制为政府办学，直属于南山区教育局。2001年，初中部从学校分出，育才中学成为一所公办独立高中。2003年4月，深圳蛇口育才教育集团成立，育才中学成为集团唯一高中成员校。

## 学校文化

### 文学
育才中学校刊是春韵文学社主办的《春韵》，《春韵》杂志获1999年全国首届十佳校园文学报刊第一名，2003年被评为“全国中学文学社示范社及示范报刊”，2007年获全国中小学优秀报刊最佳社团刊一等奖。同时，春韵文学社是深圳市十佳学生社团，广东省首届十佳中学生文学社。
育才中学还打造了“花季雨季”这一校园文化品牌，学生作品《花季雨季》获得中国大陆的国家“五个一”工程奖，同名电影在育才二中拍摄。

### 校训
博学明理，慎思求真

## 著名/傑出校友
- 張欣宇：香港立法會議員

## 外部連結
- 深圳市育才教育集团